# Andrejs Sipailo
Andrejs Sipailo (7. januar 1971 i Daugavpils i Lettiske SSR) er en lettisk fodbolddommer. Han har dømt internationalt under det internationale fodboldforbund FIFA siden 2000, hvor han er indrangeret som kategori 2-dommer, der er det tredjehøjeste niveau for internationale dommere.

## Kampe med danske hold
- Den 6. juli 2008: Anden runde i Intertoto Cuppen: TPS Turku – OB 1-2.